# Poza del Tule
Poza del Tule är en ort i Mexiko.   Den ligger i kommunen Ozuluama de Mascareñas och delstaten Veracruz, i den östra delen av landet, 300 km nordost om huvudstaden Mexico City. Poza del Tule ligger 54 meter över havet och antalet invånare är 131.
Terrängen runt Poza del Tule är platt. Runt Poza del Tule är det glesbefolkat, med 11 invånare per kvadratkilometer. Närmaste större samhälle är Ozuluama, 19,4 km söder om Poza del Tule. Trakten runt Poza del Tule består till största delen av jordbruksmark.